# Хуго Теорел
Хуго Теорел (швед. Hugo Theorell; 6. јул 1903 — 15. август 1982) био је шведски научник и добитник Нобелове награде за медицину.

## Биографија
Рођен је 6. јула 1903. у Линћепингу као син Тура Теорела и Армиде Бил. Студирао је медицину на Институту Каролинска, 1924. је дипломирао. Провео је три месеца обучавајући се на Пастеровом институту у Паризу, из бактериологије код професора Албера Калмета. Године 1930. је магистрирао радом о липидима крвне плазме и био је постављен за професора физиолошке хемије на Институту Каролинска.
Целу своју каријеру је посветио истраживању ензима, добио је Нобелову награду за медицину 1955. за откривање оксидоредуктаза и њихових ефеката. Његов допринос се такође састојао од теорије токсичних ефеката натријум флуорида на кофакторе кључних људских ензима. Године 1936. је постављен за директора новооснованог биохемијског одељења Нобеловог медицинског института. Његов рад је довео до напретка алкохола дехидрогеназа, ензимима који разлаже алкохол у јетри и другим ткивима. Добио је почасна признања на универзитетима у Француској, Белгији, Бразилу и Сједињеним Америчким Државама.
Преминуо је 15. августа 1982. у Стокхолму, сахрањен је на Северном гробљу заједно са супругом, Елин Маргит Елизабет Теорел, истакнутом пијанисткињом и чембалисткињом која је преминула 2002.